# Banking Clan
De Banking Clan is in Star Wars een grote organisatie van banken in de Galactische Republiek. Later wordt de machtsbeluste organisatie betrokken bij de Kloonoorlogen aan de kant van de Separatisten.
De Banking Clan werd door de Republiek gebruikt om haar financiën te regelen. Om de internationale banken veilig te houden en de handelsroutes te beveiligen had de Banking Clan een sterk leger: een leger van Droids. Doordat de Banking Clan zoveel macht en legers bezat was het een aanlokkelijke versterking voor Graaf Dooku bij het oprichten van zijn anti-Republiekeins verbond. De Banking Clan zegde uiteindelijk steun toe na de belofte van een grote beloning aan het einde van de oorlogen.
Tijdens de Kloonoorlogen vochten droids en kruisers van de Banking Clan drie jaar lang aan de kant van de Separatisten, en hadden onder andere onderdelen tijdens de slag om Coruscant en op Kashyyyk. Na de oorlog - waarbij de leiding van de Banking Clan door Darth Vader werd vermoord - werd de Banking Clan opgeheven en werden haar instanties door het keizerrijk geannexeerd.